# Liste der Bodendenkmale in Guben
In der Liste der Bodendenkmale in Guben sind alle Bodendenkmale der brandenburgischen Stadt Guben und ihrer Ortsteile aufgelistet. Grundlage ist die Veröffentlichung der Landesdenkmalliste mit dem Stand vom 31. Dezember 2020.
Die Baudenkmale sind in der Liste der Baudenkmale in Guben aufgeführt.
|    | Gemarkung          | Flur   | Kurzansprache | Bodendenkmalnummer | Bemerkung | Bild |
| -- | ------------------ | ------ | --- | ------------------ | --------- | ---- |
| 1  | Bresinchen (Lage)  | 1      | Befestigung Neuzeit, Siedlung Bronzezeit | 120005             |           |      |
| 2  | Bresinchen (Lage)  | 1      | Gräberfeld Eisenzeit, Siedlung römische Kaiserzeit                                                                                               | 120271             |           |      |
| 3  | Bresinchen (Lage)  | 1      | Siedlung römische Kaiserzeit | 120272             |           |      |
| 4  | Bresinchen (Lage)  | 1      | Siedlung Bronzezeit, Siedlung Eisenzeit | 120275             |           |      |
| 5  | Bresinchen (Lage)  | 1      | Dorfkern deutsches Mittelalter, Dorfkern Neuzeit                                                                                                 | 120277             |           |      |
| 6  | Deulowitz (Lage)   | 1, 4   | Dorfkern deutsches Mittelalter, Dorfkern Neuzeit                                                                                                 | 120087             |           |      |
| 7  | Guben (Lage)       | 3      | Burgwall slawisches Mittelalter, Siedlung slawisches Mittelalter                                                                                 | 120026             |           |      |
| 8  | Guben (Lage)       | 7      | Gräberfeld Eisenzeit, Gräberfeld Bronzezeit | 120031             |           |      |
| 9  | Guben (Lage)       | 11     | Kloster deutsches Mittelalter | 120034             |           |      |
| 10 | Guben (Lage)       | 2, 3   | Friedhof deutsches Mittelalter, Dorfkern deutsches Mittelalter, Kirche deutsches Mittelalter, Friedhof Neuzeit, Kirche Neuzeit, Dorfkern Neuzeit | 120336             |           |      |
| 11 | Guben (Lage)       | 4      | Gräberfeld Bronzezeit | 120337             |           |      |
| 12 | Guben (Lage)       | 4      | Rast- und Werkplatz Paläolithikum, Rast und Werkplatz Mesolithikum, Siedlung Bronzezeit                                                          | 120338             |           |      |
| 13 | Guben (Lage)       | 3      | Wüstung deutsches Mittelalter | 120339             |           |      |
| 14 | Guben (Lage)       | 21     | Siedlung slawisches Mittelalter, Siedlung Bronzezeit, Siedlung Eisenzeit                                                                         | 120409             |           |      |
| 15 | Guben (Lage)       | 21, 22 | Siedlung Bronzezeit, Gräberfeld Bronzezeit | 120410             |           |      |
| 16 | Guben (Lage)       | 21, 22 | Dorfkern deutsches Mittelalter, Dorfkern Neuzeit                                                                                                 | 120411             |           |      |
| 17 | Guben (Lage)       | 19     | Gräberfeld Eisenzeit | 120412             |           |      |
| 18 | Guben (Lage)       | 14     | Gräberfeld Eisenzeit | 120413             |           |      |
| 19 | Guben (Lage)       | 14     | Gräberfeld Bronzezeit | 120414             |           |      |
| 20 | Guben (Lage)       | 20     | Siedlung Bronzezeit | 120415             |           |      |
| 21 | Guben (Lage)       | 13, 20 | Dorfkern deutsches Mittelalter, Siedlung Bronzezeit, Siedlung Eisenzeit, Dorfkern Neuzeit                                                        | 120417             |           |      |
| 22 | Guben (Lage)       | 6      | Rast- und Werkplatz Mesolithikum | 120425             |           |      |
| 23 | Guben (Lage)       | 6      | Rast- und Werkplatz Mesolithikum | 120426             |           |      |
| 24 | Guben (Lage)       | 7      | Dorfkern deutsches Mittelalter, Dorfkern Neuzeit                                                                                                 | 120427             |           |      |
| 25 | Schlagsdorf (Lage) | 1      | Wüstung deutsches Mittelalter | 120418             |           |      |
| 26 | Schlagsdorf (Lage) | 2      | Gräberfeld Eisenzeit | 120419             |           |      |
| 27 | Schlagsdorf (Lage) | 2      | Dorfkern deutsches Mittelalter, Dorfkern Neuzeit, Siedlung Bronzezeit, Siedlung Eisenzeit, Gräberfeld Eisenzeit                                  | 120420             |           |      |
| 28 | Schlagsdorf (Lage) | 1      | Siedlung Eisenzeit | 120422             |           |      |
| 29 | Schlagsdorf (Lage) | 2      | Siedlung römische Kaiserzeit, Siedlung Bronzezeit, Rast- und Werkplatz Mesolithikum                                                              | 120423             |           |      |
| 30 | Schlagsdorf (Lage) | 1      | Siedlung Urgeschichte | 120424             |           |      |